# كتائب كردستان
كتائب كردستان أو كتائب تنظيم القاعدة الكردية، هي إحدى الجماعات الإسلامية المسلحة التي تنشط في المنطقة الحدودية بين شمال العراق وإيران. وهي فرع من فروع تنظيم القاعدة التي شنّت عدة هجمات على الحكومة الإقليمية الكردستانية العراقية في الجزء الشمالي من العراق. وصفت وزارة الخارجية الأمريكية الجماعة بأنها منظمة إرهابية في الأول من كانون الثاني يناير 2012.

## التاريخ
تأسست كتائب كردستان في عام 2001 في جبال حمرين، كفصيل رسمي لتنظيم القاعدة. أسسها مسلحو أنصار الإسلام السابقون. ومع ذلك، تم الإعلان عن إنشاء كتائب كردستان بفيديو بعنوان "العودة إلى الجبال" أصدرته تنظيم القاعدة في مارس 2007. من عام 2007 إلى عام 2010، شنوا تمردا ضد حكومة إقليم كردستان مع العديد من الهجمات ضد السلطات. كانوا نشطين أيضا في كردستان الإيرانية.
شنت الجماعة عدة هجمات، بما في ذلك أكبرها ضد وزارة الداخلية في حكومة إقليم كردستان في أربيل، مما أسفر عن مقتل 19 شخصًا في أيار مايو 2007. قتل التنظيم 7 من حرس الحدود وضابط أمن من الاتحاد الوطني الكردستاني في بنجوين في تموز يوليو 2007. وفي أيلول سبتمبر 2010، أصيب ضابطاً من الشرطة جراء هجوم انتحاري لم ينجح في مدينة السليمانية.
انتقدت كتائب كردستان الدولة الإسلامية في أبريل 2014 ودعت الأكراد إلى عدم الانضمام إليها.